# الدسبرگا
الدسبرگا (به سوئدی: Eldsberga) یک سکونتگاه مسکونی در سوئد است که در شهر هالمستاد واقع شده‌است.

## خصوصیات
الدسبرگا ۰٫۹۵ کیلومترمربع مساحت و ۷۲۰ نفر جمعیت دارد.